# Oscar Trejo
Oscar Guido Trejo (Santiago del Estero, Argentina, 26 de abril de 1988) es un futbolista argentino que juega como centrocampista en el Rayo Vallecano de Madrid de la Primera División de España. A comienzos de la temporada 2021-22 superó el registro de 189 partidos del guardameta nigeriano Wilfred Agbonavbare y se convirtió en el extranjero con más partidos disputados en la historia del club rayista.

## Trayectoria
Comenzó su carrera futbolística en el Club Atlético Estrella Roja, un equipo en las cercanías de su barrio natal. Debutó en la Primera División de Argentina con el C. A. Boca Juniors el 3 de julio de 2005, en el partido que su equipo perdió por 3-2 ante el Club Almagro. En ese mismo encuentro marcó su primer gol en la categoría.
Perteneció a Boca Juniors hasta diciembre de 2006, momento en que firmó un contrato con el R. C. D. Mallorca de la Primera División de España. Esta situación generó gran controversia porque el jugador todavía pertenecía al club argentino, aunque la FIFA falló a favor del Mallorca y dictaminó que el conjunto balear debía abonar una cantidad en concepto de formación a Boca Juniors a cambio de hacerse con los servicios del jugador. Trejo debutó en la Primera División de España el 8 de abril de 2007, en un partido disputado frente al Getafe C. F., consiguiendo marcar su primer gol a los cuatro minutos de saltar al terreno de juego. El encuentro finalizó con victoria de su equipo por 2-0. Su primer gol en la Copa del Rey lo anotó el 10 de enero de 2008, en el minuto 23 del partido que disputaron el Mallorca y el Real Madrid C. F. en el Ono Estadi, que terminó con la victoria local por 2-1.
Acabada la temporada 2008-09, fue cedido al Elche C. F. Anotó su primer gol con el equipo ilicitano ante el Real Betis Balompié, abriendo el marcador en un partido que el Elche acabó ganando por 3-0. En la siguiente campaña fue cedido de nuevo, esta vez al Rayo Vallecano de Madrid, con quien consiguió el ascenso a Primera División el 22 de mayo de 2011, tras vencer al Xerez C. D. en el estadio Teresa Rivero. Una vez finalizado su período de préstamo en Vallecas, fue traspasado por el Mallorca al Real Sporting de Gijón. Se mantuvo en el equipo asturiano durante dos temporadas en las que jugó de titular habitual, disputando en total 75 encuentros y anotando 10 goles. Pese a sus números el equipo descendió en la temporada 2011-12 a Segunda División y no logró el ascenso nuevamente en la siguiente campaña, por lo que su alta ficha y los problemas económicos que atravesaba el club de Gijón motivaron la salida en el mercado de verano.
El 18 de julio de 2013 se anunció su fichaje por el Toulouse F. C. a cambio de 2,5 millones de euros. El 18 de octubre marcó su primer gol en la Ligue 1 en un partido contra el Stade de Reims que finalizó con victoria del Toulouse por 1-2.
El 18 de julio de 2017 se confirmó su regreso al Rayo Vallecano, con el que consiguió ascender a Primera División en la temporada 2017-18.
En la temporada 2020/2021 Oscar Trejo como capitán obtuvo su tercer ascenso a primera, el Rayo Vallecano logró un ascenso histórico en Montilivi tras derrotar al Gerona en la final del playoff de ascenso a Primera. Los franjirrojos que entraron, sextos al play-off y que eliminaron al Leganés en semifinales, ascendieron tras remontar en la vuelta con un categórico (0-2) el 1-2 de la ida en Vallecas. Así el conjunto entrenado por Andoni Iraola logró su primer ascenso fuera de Vallecas.-
En otro aspecto no menos importante de su trayectoria Oscar Trejo, originario de Santiago del Estero, una de las provincias argentinas menos favorecidas, ha creado la Fundacion Chocota Trejo, por medio de la que presta una asistencia cada vez mayor a niños provenientes de familias vulnerables desde el 2012.

## Estadísticas

### Clubes
Actualizado hasta su último partido disputado el 24 de mayo de 2025.
| Club                            | Div.          | Temporada     | Liga  | Liga  | Liga   | Copas nacionales | Copas nacionales | Copas nacionales | Copas internacionales | Copas internacionales | Copas internacionales | Total | Total | Total  |
| Club                            | Div.          | Temporada     | Part. | Goles | Asist. | Part.            | Goles            | Asist.           | Part.                 | Goles                 | Asist.                | Part. | Goles | Asist. |
| ------------------------------- | ------------- | ------------- | ----- | ----- | ------ | ---------------- | ---------------- | ---------------- | --------------------- | --------------------- | --------------------- | ----- | ----- | ------ |
| C. A. Boca Juniors Argentina    | 1.ª           | 2004-05       | 1     | 1     | 0      | —                | —                | —                | —                     | —                     | —                     | 1     | 1     | 0      |
| C. A. Boca Juniors Argentina    | Total club    | Total club    | 1     | 1     | 0      | 0                | 0                | 0                | 0                     | 0                     | 0                     | 1     | 1     | 0      |
| R. C. D. Mallorca · España      | 1.ª           | 2006-07       | 8     | 1     | 0      | —                | —                | —                | —                     | —                     | —                     | 8     | 1     | 0      |
| R. C. D. Mallorca · España      | 1.ª           | 2007-08       | 17    | 2     | 1      | 6                | 1                | 0                | —                     | —                     | —                     | 23    | 3     | 1      |
| R. C. D. Mallorca · España      | 1.ª           | 2008-09       | 11    | 0     | 0      | 5                | 0                | 0                | —                     | —                     | —                     | 16    | 0     | 0      |
| R. C. D. Mallorca · España      | Total club    | Total club    | 36    | 3     | 1      | 11               | 1                | 0                | 0                     | 0                     | 0                     | 47    | 4     | 1      |
| Elche C. F. · España            | 2.ª           | 2009-10       | 34    | 5     | 0      | 1                | 0                | 0                | —                     | —                     | —                     | 35    | 5     | 0      |
| Elche C. F. · España            | Total club    | Total club    | 34    | 5     | 0      | 1                | 0                | 0                | 0                     | 0                     | 0                     | 35    | 5     | 0      |
| Rayo Vallecano · España         | 2.ª           | 2010-11       | 40    | 9     | 1      | 1                | 1                | 0                | —                     | —                     | —                     | 41    | 10    | 1      |
| Real Sporting de Gijón · España | 1.ª           | 2011-12       | 33    | 4     | 2      | —                | —                | —                | —                     | —                     | —                     | 33    | 4     | 2      |
| Real Sporting de Gijón · España | 2.ª           | 2012-13       | 38    | 5     | 10     | 4                | 1                | 0                | —                     | —                     | —                     | 42    | 6     | 10     |
| Real Sporting de Gijón · España | Total club    | Total club    | 71    | 9     | 12     | 4                | 1                | 0                | 0                     | 0                     | 0                     | 75    | 10    | 12     |
| Toulouse F. C. Francia          | 1.ª           | 2013-14       | 32    | 2     | 1      | 3                | 1                | 0                | —                     | —                     | —                     | 35    | 3     | 1      |
| Toulouse F. C. Francia          | 1.ª           | 2014-15       | 31    | 4     | 3      | 1                | 0                | 0                | —                     | —                     | —                     | 32    | 4     | 3      |
| Toulouse F. C. Francia          | 1.ª           | 2015-16       | 34    | 4     | 4      | 4                | 1                | 2                | —                     | —                     | —                     | 38    | 5     | 6      |
| Toulouse F. C. Francia          | 1.ª           | 2016-17       | 29    | 2     | 5      | 2                | 0                | 1                | —                     | —                     | —                     | 31    | 2     | 6      |
| Toulouse F. C. Francia          | Total club    | Total club    | 126   | 12    | 13     | 10               | 2                | 3                | 0                     | 0                     | 0                     | 136   | 14    | 16     |
| Rayo Vallecano · España         | 2.ª           | 2017-18       | 36    | 12    | 5      | —                | —                | —                | —                     | —                     | —                     | 36    | 12    | 5      |
| Rayo Vallecano · España         | 1.ª           | 2018-19       | 26    | 1     | 4      | 1                | 0                | 0                | —                     | —                     | —                     | 27    | 1     | 4      |
| Rayo Vallecano · España         | 2.ª           | 2019-20       | 37    | 5     | 1      | 2                | 0                | 0                | —                     | —                     | —                     | 39    | 5     | 1      |
| Rayo Vallecano · España         | 2.ª           | 2020-21       | 42    | 5     | 1      | 3                | 0                | 0                | —                     | —                     | —                     | 45    | 5     | 1      |
| Rayo Vallecano · España         | 1.ª           | 2021-22       | 32    | 3     | 9      | 6                | 1                | 0                | —                     | —                     | —                     | 38    | 4     | 9      |
| Rayo Vallecano · España         | 1.ª           | 2022-23       | 34    | 3     | 4      | 3                | 0                | 1                | —                     | —                     | —                     | 37    | 3     | 5      |
| Rayo Vallecano · España         | 1.ª           | 2023-24       | 31    | 0     | 0      | 1                | 0                | 0                | —                     | —                     | —                     | 32    | 0     | 0      |
| Rayo Vallecano · España         | 1.ª           | 2024-25       | 19    | 1     | 0      | 4                | 3                | 1                | —                     | —                     | —                     | 23    | 4     | 1      |
| Rayo Vallecano · España         | Total club    | Total club    | 297   | 39    | 25     | 21               | 5                | 2                | 0                     | 0                     | 0                     | 318   | 44    | 27     |
| Total carrera                   | Total carrera | Total carrera | 565   | 69    | 51     | 47               | 9                | 5                | 0                     | 0                     | 0                     | 612   | 78    | 56     |
| 1. 2.                           |               |               |       |       |        |                  |                  |                  |                       |                       |                       |       |       |        |

## Palmarés

### Campeonatos nacionales
| Título           | Club           | País      | Año     |
| ---------------- | -------------- | --------- | ------- |
| Primera División | Boca Juniors   | Argentina | A-2005  |
| Segunda División | Rayo Vallecano | España    | 2017-18 |

### Otros logros
| Logro                      | Club           | País   | Año     |
| -------------------------- | -------------- | ------ | ------- |
| Ascenso a Primera División | Rayo Vallecano | España | 2020-21 |